# Torsten C. Fischer

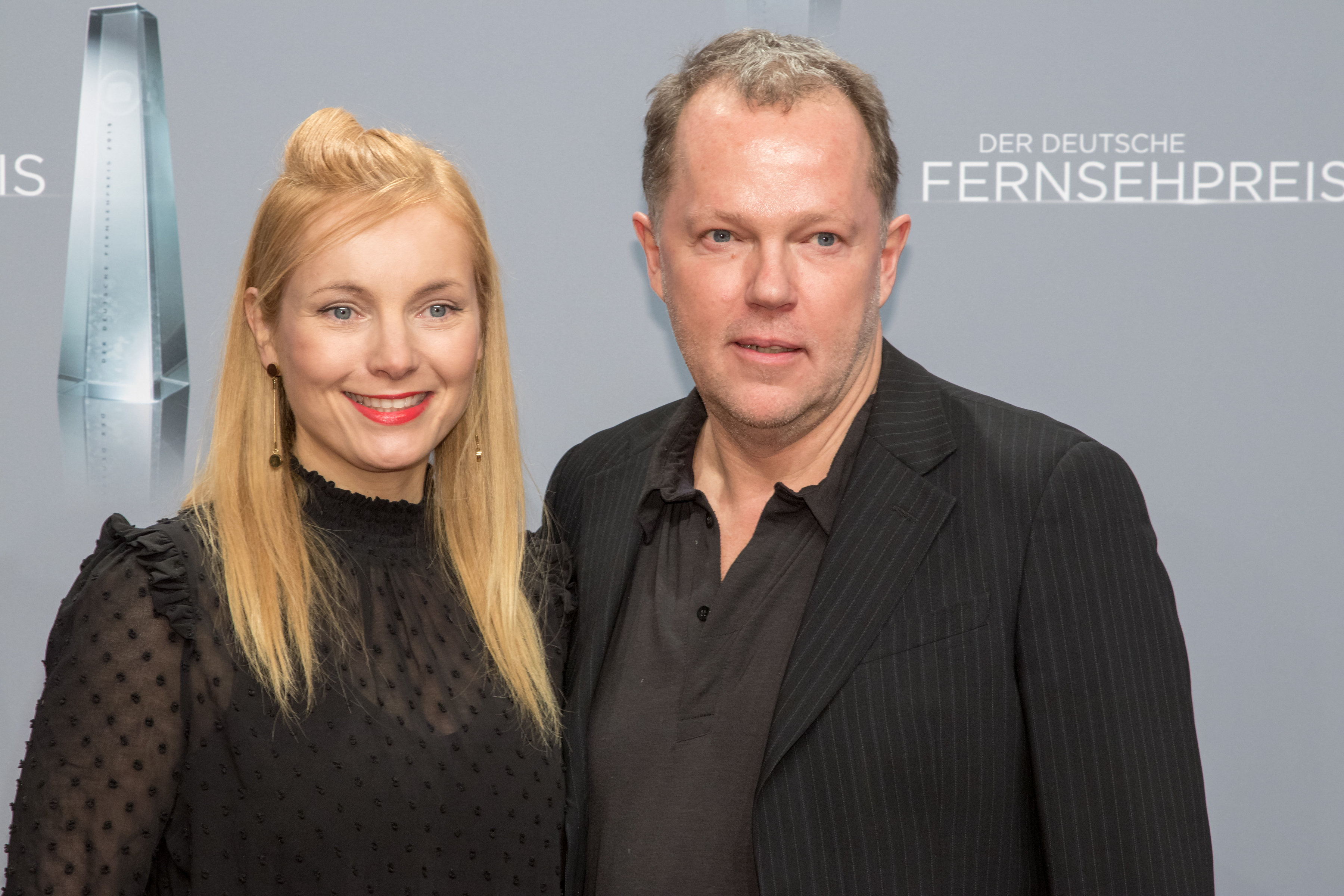
Torsten C. Fischer mit Nadja Uhl, Hauptdarstellerin in Tod im Internat

Torsten C. Fischer (* 1963 in Marl) ist ein deutscher Filmregisseur und Drehbuchautor. Seit Anfang der 1990er-Jahre inszenierte er hauptsächlich Fernsehfilme, wie beispielsweise Der Anwalt und sein Gast mit Heino Ferch und Götz George, Der Liebeswunsch mit Tobias Moretti oder das Biopic Romy mit Jessica Schwarz und Thomas Kretschmann.

## Leben und Werk
Fischer studierte in Berlin Kunstgeschichte, Philosophie und Theaterwissenschaften. Er studierte von 1989 bis 1995 an der Deutschen Film- und Fernsehakademie Berlin.
Sein Regiedebüt erfolgte 1991/1992 mit dem Film Die fliegenden Kinder, für den er auch das Drehbuch verfasste. Seither inszenierte er mehrere Fernsehfilme und drehte für verschiedene Serien wie Doppelter Einsatz. Seit dem Jahr 2005 führte er bei zahlreichen Tatort-Produktionen Regie. Mit dem Tatort – Der Fall Reinhardt gelang ihm ein herausragender Erfolg bei Kritikern und Zuschauern, dort mit einem Marktanteil von 30 %.

## Filmografie (Auswahl)
- 1997: Sophie – Schlauer als die Polizei
- 1997: Sperling – Sperling und sein Spiel gegen alle
- 2003: Der Anwalt und sein Gast
- 2005: Tatort: Minenspiel
- 2006: Der Liebeswunsch
- 2006–2008: Der Kriminalist
- 2007: Schimanski – Tod in der Siedlung
- 2007: Tatort: Nachtgeflüster
- 2008: Guter Junge
- 2009: Romy
- 2009: Tatort: Rabenherz
- 2010: Tatort: Absturz
- 2011: Tatort: Auskreuzung
- 2011: Tatort: Ein ganz normaler Fall
- 2012: Bella Block – Der Fahrgast und das Mädchen
- 2012: Zwei übern Berg
- 2012: Spreewaldkrimi – Eine tödliche Legende
- 2012: Jahr des Drachen
- 2013: Vier sind einer zuviel
- 2014: Tatort: Der Fall Reinhardt
- 2016: Emma nach Mitternacht – Frau Hölle
- 2016: Tatort: Narben
- 2016: Tatort: Wir – Ihr – Sie
- 2017: Tatort: Nachbarn
- 2017: Tod im Internat
- 2018: Polizeiruf 110: Crash
- 2019: Polizeiruf 110: Zehn Rosen
- 2019: Tatort: Väterchen Frost
- 2020: Tatort: Monster
- 2020: Polizeiruf 110: Totes Rennen
- 2021: Tatort: Der Tod der Anderen
- 2021: Tatort: Die Kalten und die Toten
- 2022: Tatort: Vier Jahre
- 2022: Tatort: Liebe mich!
- 2022: Blutholz
- 2023: Tatort: Abbruchkante
- 2024: Tatort: Diesmal ist es anders
- 2025: Tatort: Abstellgleis

## Auszeichnungen
- Deutscher Fernsehpreis
  - 2000: Preis für beste Regie in Doppelter Einsatz: Blutroter Mond (RTL), Doppeltes Dreieck (ZDF)
  - 2003: Preis für beste Regie Fernsehfilm/Mehrteiler in Der Anwalt und sein Gast
  - 2018: Nominierung in der Kategorie „Bester Mehrteiler“ für Tod im Internat
- Internationales Fernsehfilmfestival Shanghai
  - 2010: Magnolia Award für die beste Regie in Romy